# II-19
Die II-19 (bulgarisch Републикански път ІІ-19 Republikanski pat II-19, also Republikstraße II-19) eine Hauptstraße (zweiter Ordnung) in Bulgarien. Sie verläuft von Simitli bis zum Grenzübergang Ilinden-Exochi an der Grenze zwischen Bulgarien und Griechenland. Die II-19 ist 109 Kilometer lang.

## Verlauf
Die Republikstraße beginnt in Simitli, einem Ort südlich von Blagoewgrad (bulgarisch Благоевград). Sie hat in Simitli eine Anschlussstelle an der I-1. Danach führt sie über den Predel-Pass nach Raslog (bulgarisch Разлог),  mit Abzweig der Straße II-84 bzw. Bansko (bulgarisch Банско), einem beliebten Wintersportort. Weiter führt sie wieder durch gebirgiges Terrain Richtung Südosten. Die nächste größere Stadt ist Goze Deltschew (bulgarisch Гоце Делчев). Bis zum Grenzübergang Ilinden-Exochi sind es um die 20 km. Dort geht die Straße in die griechische Straße Ethniki Odos 57 über.